# Јеванђеље по Јовану
Јеванђеље по Јовану (грч. Κατὰ Ἰωάννην Εὐαγγέλιον [Katà Iōánnēn Euangélion]), четврто је јеванђеље Новог завета. Написано је око 100. године, и по времену писања је последње канонско јеванђеље.
Јеванђеље по Јовану се значајно разликује од претходна три синоптичка јеванђеља (од Матеја, Марка и Луке). Јован се донекле дистанцира од Исусове историјске личности, и садржи већ развијену христологију која Исуса сматра божанским Логосом. Претходна три јеванђеља говоре углавном о Христовим проповедима у Галилеји, док се ово више бави проповедима у Јудеји. За разлику од осталих, не садржи ни једну Исусову причу. По Јовану, оно што је важно јесте да је Тома, који првобитно није веровао у Исусово ускрснуће, Исуса назвао „мој Господар и мој Бог“, што је био начин на који су карактерисани римски цареви.
Јеванђеље по Јовану осликава оновремени сукоб раног хришћанства и јудаизма.  У време његовог настанка, хришћани се још увек нису сматрали засебном религијом, већ покретом унутар јудаизма. Фарисеји се представљају на негативан начин, јер нису верници, док су Јевреји приказани како се опредељују за и против хришћанства.
Јеванђеље по Јовану једном трећином је посвећено последњим сатима живота Исуса Христа. Нагласак је на духовној страни Христовог живота. Исусови говори су дугачки и у њима много говори о себи. Исус божанског Оца приказује као оног ко доноси светлост слепима, радост тужнима, а живот мртвима. Ученике уводи у живот који је већ вечан јер никада неће престати.
Према хришћанском предању, написао га је апостол Јован, један од Христових ученика. Данас већина научника не верује да га је написао Јован нити било ко од очевидаца, већ „Јоханинска заједница“, која вуче традицију од Јована; ово јеванђеље показује да је састављено из више слојева, достижући своју коначну форму око 90—100 године.
Према неким истраживачима Јованово јеванђеље садржи и елементе неких других традиција, а већина се слаже да је настало у фазама, али не касније од краја првог века. Том схватању доприносе његови прецизни називи разних делова тадашњег Јерусалима, на арамејском језику (види у даљем тексту: историчност). Ово јеванђеље је изворно настало у Ефесу на старом грчком језику, а до нас долази путем најпре рукописа на папирусу, а касније путем преписивања у хришћанским кодексима. Питање опште прихваћености јеванђеоског канона (који укључује и Јована) већ у антици разрешава Иринеј (c. 202 н.е.), један од најранијих црквених отаца цитирајући сва четири јеванђеља.

## Књижевна врста
Значајни су дугачки говори и дијалози у којима се провлаче оштре расправе о Исусовој власти. Истичу се садржајно богати теолошки „сликовити говори“. У поређењу са синоптицима Јованово јеванђеље разликује се својом јединственом концепцијом која је обележена једноставним језиком, претпоставком о свету и појмом света. Јованова мисао кружи око неколико одлучујућих спасењских појмова: живот, мир, светло, радост, истина, реч, веровати, упознати, љубити. Јованово јеванђеље, особито прослов и Исусови говори, има поетски облик који се види не у паралелизмима или рими, већ у ритму. Исусов говор у Јовановом јеванђељу због тога је много свечанији него код синоптика. У Старом завету Божја реч објављена по пророцима има такође углавном поетски облик.
Исус који долази од Бога користи се људским речником који није способан изразити божанске стварности. Зато се Јованов Исус често служи метафорама како би описао себе или представио своју поруку. Исусови саговорници често не разумеју метафору, јер је схватају дословно. У Јовановом јеванђељу је често присутна и иронија. Исусови противници не желећи и не знајући, изричу о Исусу тврдње које су истинитије и имају дубље значење него што они мисле. Јован често употребљава инклузије којима означава главну идеју одређеног текста, те уједно његов почетак и крај. Јован од свих јеванђелиста има најсиромашнији речник. Користи око хиљаду речи, троструко мање него други јеванђелисти. Међутим многе речи имају симболичко значење. Овакав стил чини четврто јеванђеље тешким за разумевање, али и богатим у значењу. Клемент Александријски назива га „духовним јеванђељем“. Дубинско схватање Христа и његове делатности постиже се код Јована помоћу симболизације његове историје. Чињенице и речи имају различите нивое смисла. Одатле важност појма „знамење“ те упућивање на многоструки смисао неке чињенице или речи.

## Аутор
Према традицији аутор је Свети Јован Јеванђелист, Исусов ученик. Био је близак Светом Петру и обојица потичу из Галилеје, с Галилејског језера. Самим тим, Јован је био и један од Исусових најближих ученика. Старо предање из II века приписује ово дело Јовану Зебедејеву, брату Јакова старијег, а нова истраживања се спроводе у смеру проналажења неког другог, с тим да то не буде презвитер Јован, из Ефеса, нити Јован есен из јерусалимске есенске заједнице који је угостио Исуса и постао му верни ученик. Једна од битних ствари у јеванђељу је дуализам светлост-тама, који је присутан и у кумранском учењу. Аутор добро познаје и гностичке елементе и служи се њима. Користи се и апокалипсом. Он, дакле, добро познаје јеврејски и пагански свет да би што боље и јасније саопштавао радосну вест, да је Исус Христ Син Божји и једини пут до вечног живота.

## Време и место настанка
Данас се сви слажу да Јованово јеванђеље није написано у Египту, већ у Малој Азији. Ако је Јованово јеванђеље средином II века већ колало у далеком Египту, онда је оно морало бити написано много раније, најкасније између 100. и 110. године. Овај датум није далеко од традиционалног мишљења да је четврто јеванђеље објављено крајем I века, око 90. године. Браун, који четврто јеванђеље види као дело два човека, јеванђелиста који га је саставио и редактора који је додао 21. поглавље и још неке делове, сматра да је јеванђеље написано око 90. а да је добило свој данашњи облик не касније од 110. године.
Највероватније место настанка четвртог јеванђеља јесте Ефес. Са тиме се слаже и традиција. Тако Иринеј Лионски каже: »Након тога Јован, Господинов ученик, онај који је наслонио главу на Исусове груди, објавио је Јеванђеље док се налазио у Ефесу азијскому«.